# Monceaux
Monceaux ist eine französische Gemeinde mit 948 Einwohnern (Stand: 1. Januar 2022) im Département Oise in der Region Hauts-de-France. Sie gehört zum Arrondissement Clermont, zum Kanton Pont-Sainte-Maxence und zum Gemeindeverband Communauté de communes des Pays d’Oise et d’Halatte. Die Einwohner werden Moncéens genannt.

## Lage
Die Gemeinde Monceaux liegt am Rand des Oise-Tales,  neun Kilometer nordöstlich von Creil und etwa 53 Kilometer nordnordöstlich von Paris.

### Nachbargemeinden
|          | Sacy-le-Grand                               | Saint-Martin-Longueau          |
| Cinqueux | Kompassrose, die auf Nachbargemeinden zeigt | Les Ageux, Pont-Sainte-Maxence |
|          | Brenouille                                  |                                |

## Bevölkerungsentwicklung
| Jahr                       | 1962 | 1968 | 1975 | 1982 | 1990 | 1999 | 2006 | 2013 | 2021 |
| Einwohner                  | 326  | 336  | 386  | 458  | 626  | 693  | 714  | 771  | 909  |
| Quellen: Cassini und INSEE |      |      |      |      |      |      |      |      |      |

## Sehenswürdigkeiten
- Kirche Notre-Dame-de-l'Assomption, ursprünglich aus dem 12. Jahrhundert, im 18. Jahrhundert zerstört, 1784 Wiederaufbau als kleinere Kirche (siehe auch: Liste der Monuments historiques in Monceaux)
- Altes Rathaus
- Friedhofskreuz

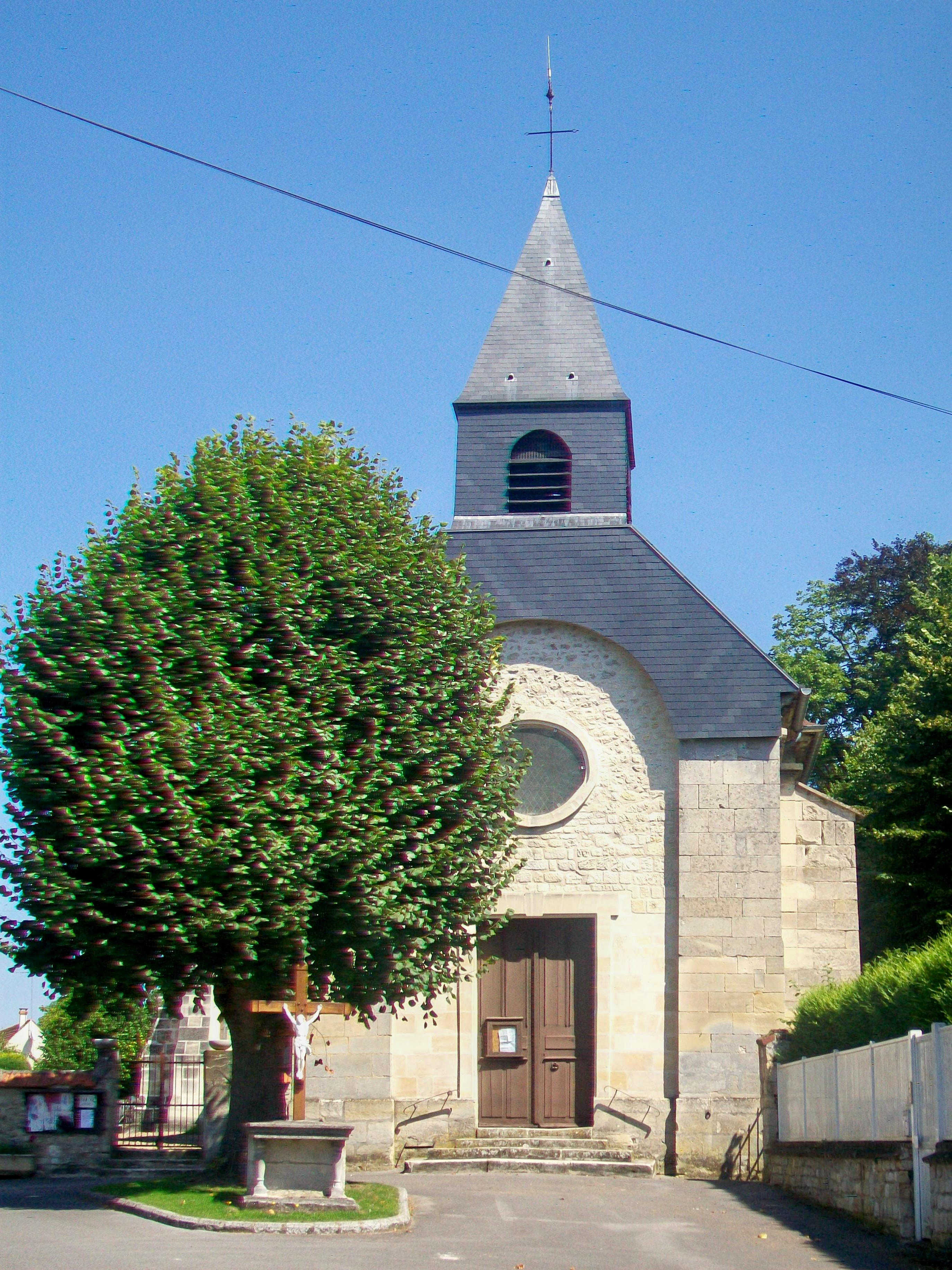
Kirche Notre-Dame-de-l'Assomption
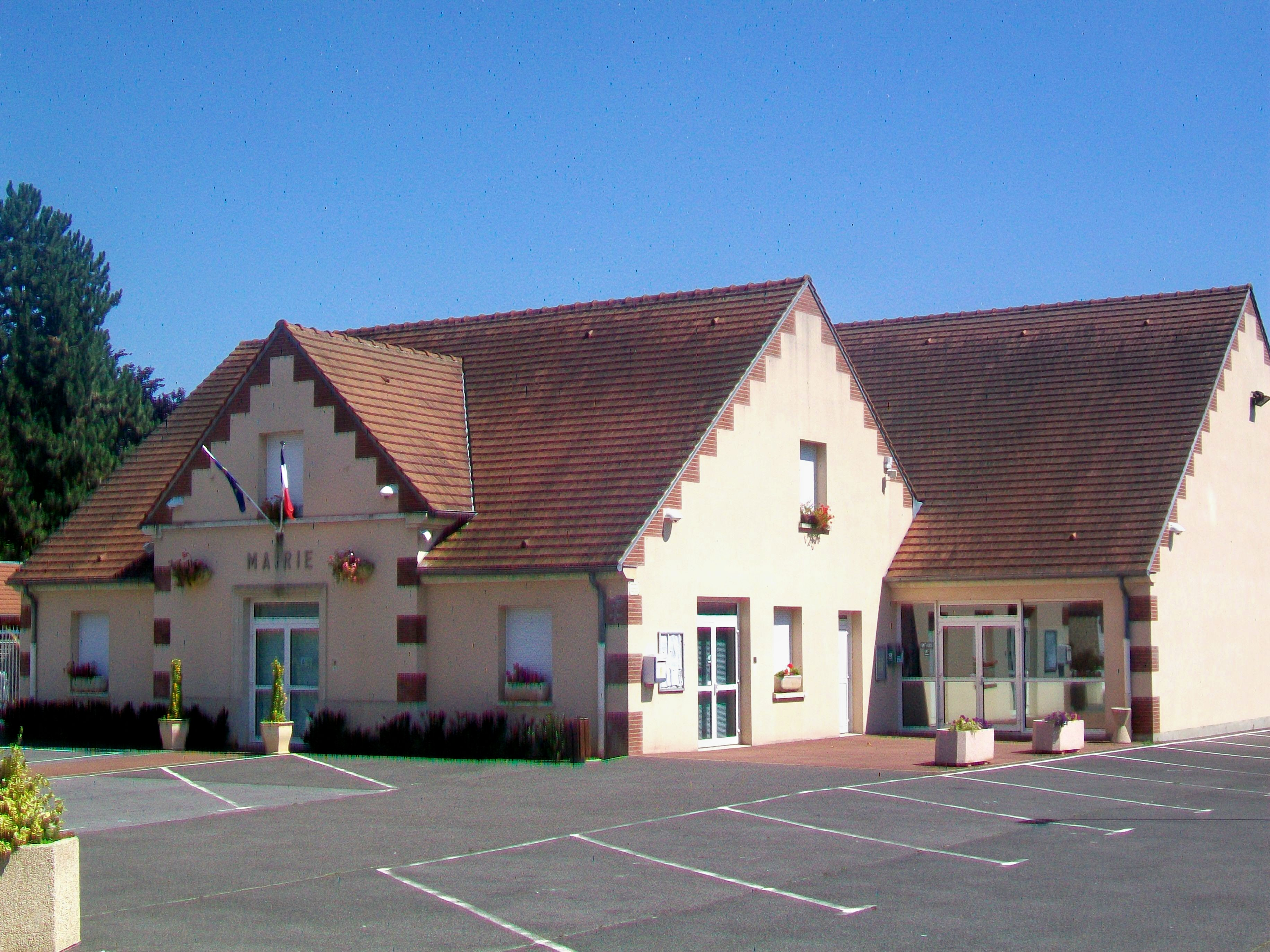
Rathaus (mairie)
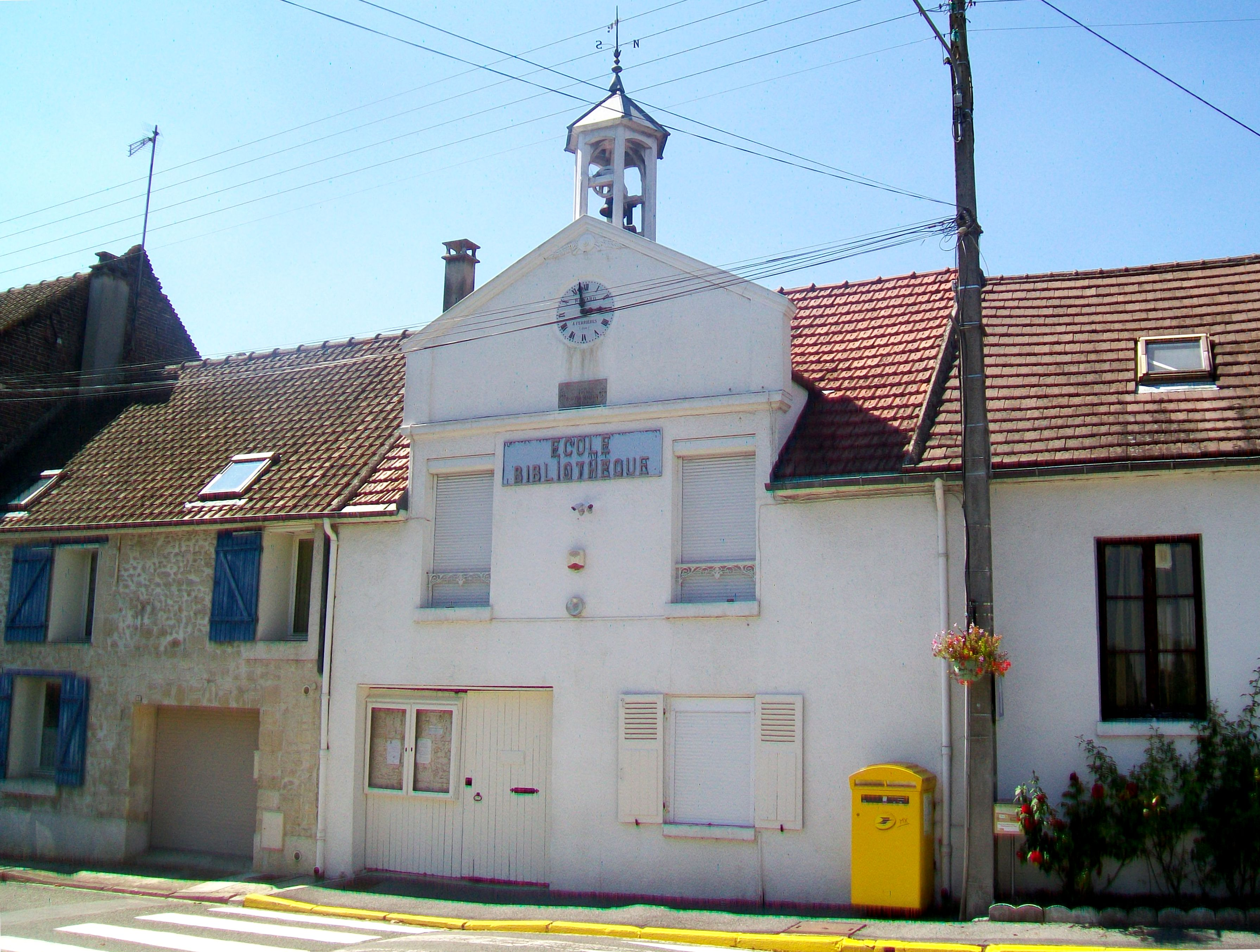
Ehemaliges Rathaus
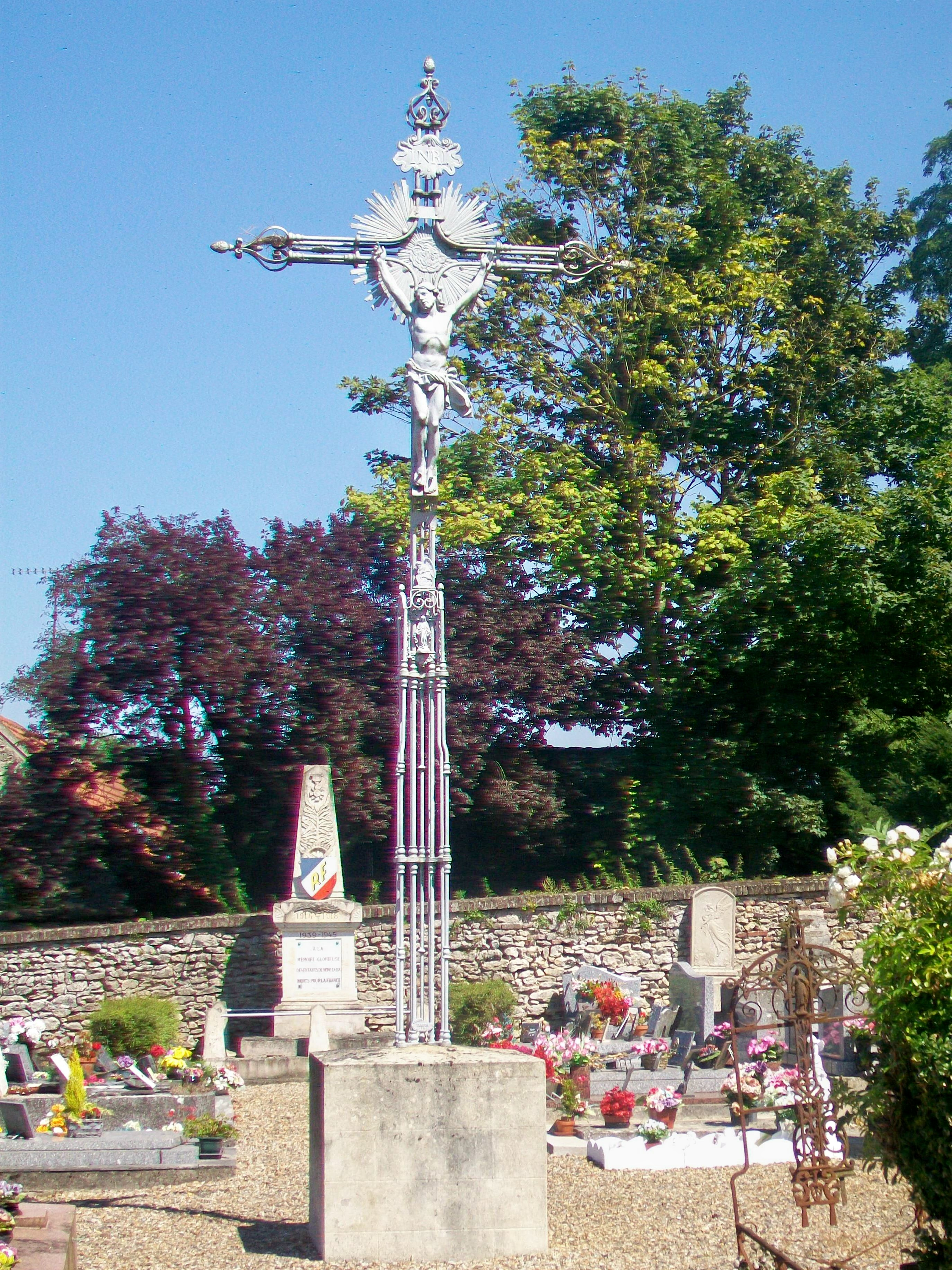
Friedhofskreuz
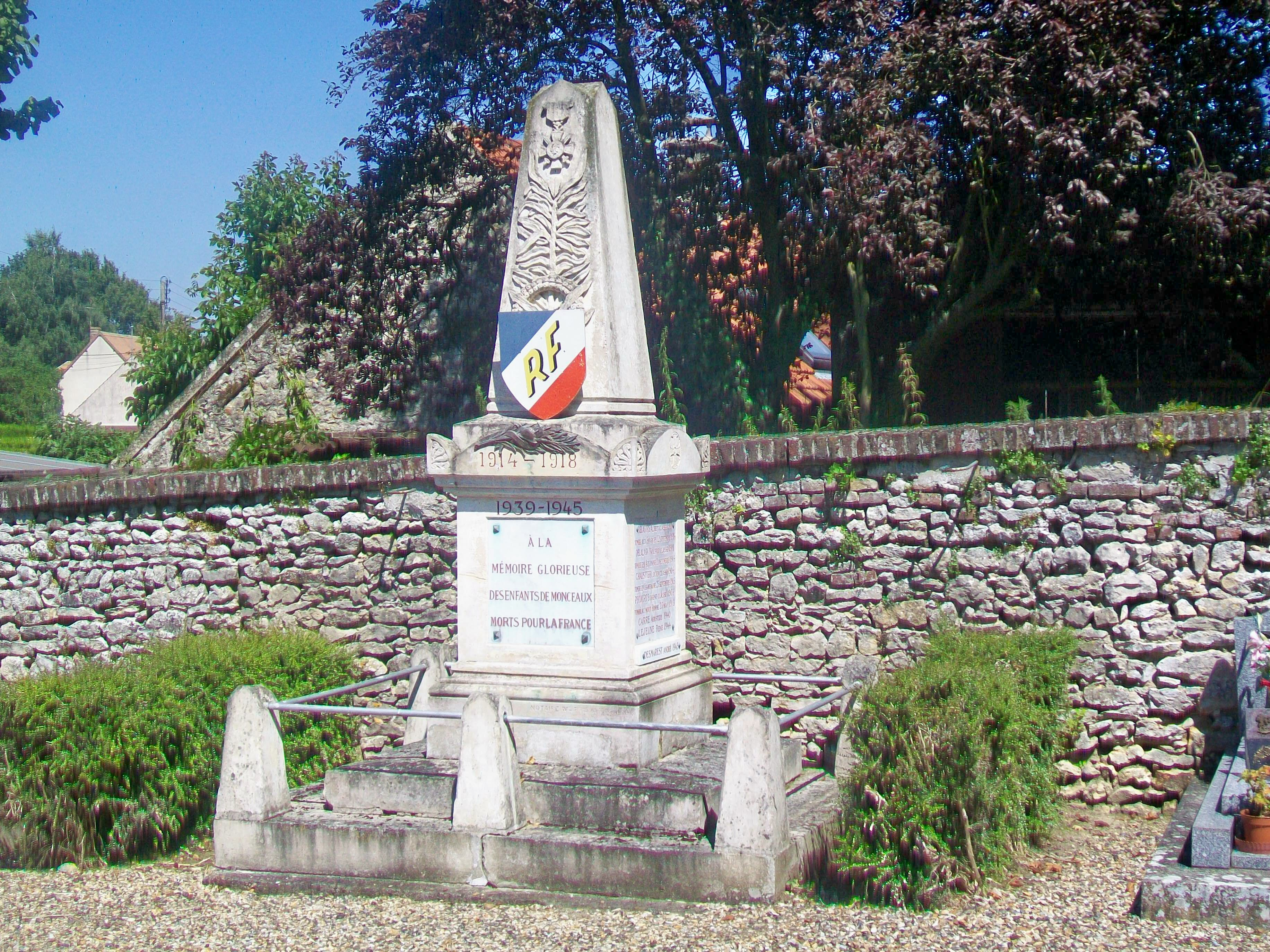
Gefallenendenkmal